# Dryasbrosking
Dryasbrosking (Mycetinis epidryas) är en svampart som först beskrevs av Robert Kühner, och fick sitt nu gällande namn av Antonín & Noordel. 2008. Enligt Catalogue of Life ingår Dryasbrosking i släktet Mycetinis,  och familjen Marasmiaceae, men enligt Dyntaxa är tillhörigheten istället släktet Mycetinis,  och familjen Omphalotaceae. Arten är reproducerande i Sverige. Inga underarter finns listade i Catalogue of Life.